# MX Большой Медведицы
MX Большой Медведицы (лат. MX Ursae Majoris), HD 102480 — одиночная переменная звезда в созвездии Большой Медведицы на расстоянии приблизительно 905 световых лет (около 278 парсеков) от Солнца. Видимая звёздная величина звезды — от +8,86m до +8,78m.

## Характеристики
MX Большой Медведицы — жёлто-белый гигант или субгигант, пульсирующая переменная звезда типа Дельты Щита (DSCTC) спектрального класса F3III/IV или F5. Эффективная температура — около 7000 К.